# Phare de Turtle Island

Le phare de Turtle Island (en anglais : Turtle Island Light), était un phare situé sur Turtle Island, une île au nord de l'entrée du port de Toledo, sur le lac Érié  dans le comté de Lucas, Ohio.

## Historique
Lorsque Turtle Island est redevenue propriété fédérale, le port de Tolède nouvellement établi a fait construire le phare en 1831. À l'époque, la superficie de l'île était d'environ 2,70 ha, et l'île comprenait le phare, la résidence du gardien du phare et une petite ferme. 
Contrairement à la plupart des îles du lac Érié, Turtle Island se compose principalement de dépôts d'argile et de gravier et a été soumise à une érosion constante. En 1839, les tempêtes et les vagues du lac ont réduit l'île d'environ 77% jusqu'à une superficie de seulement 0,61 ha. Le Congrès a dépensé des dizaines de milliers de dollars en vain pour empêcher l'érosion de l'île. 
En 1866, le phare a été reconstruit. Il a été décrit comme l'un des plus beaux phares des Grands Lacs, et sa lumière pouvait être vue jusqu'à 23 km. Cependant, l'érosion de l'île a continué de menacer le phare au point où un mur de béton de 1,20 m de haut a été construit en 1883 autour du phare pour empêcher les vagues et l'érosion d'endommager la structure. Lorsque le phare de Toledo Harbor à proximité a été achevé en 1904, le phare de Turtle Island n'était plus nécessaire et a été mis hors service après avoir coûté aux États-Unis une somme incalculable d'argent à entretenir en permanence au cours des 72 dernières années. Au cours de ces 72 années, il n'y a eu aucun naufrage à proximité de Turtle Island.

## Description
Le second phare  est une tour carrée avec galerie et sans lanterne, désormais en ruine.

Identifiant : ARLHS : USA-859.